# Gotthard Lange

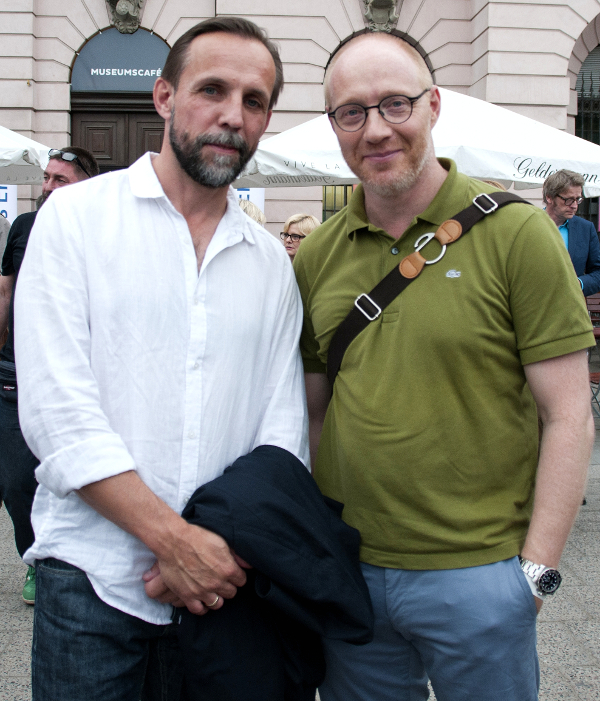
Gotthard Lange (links) und Simon Schwarz, 2016

Gotthard Lange (* 9. Dezember 1967 in Geseke, Nordrhein-Westfalen) ist ein deutscher Schauspieler.

## Leben
Seine Schauspiel-Ausbildung erhielt er von 1989 bis 1991 bei Martin Horn. Daneben betrieb er mit den Theater-Kollegen Andreas Robertz, Phillip Reineke, Markus Payer und Martin Horn die "Theater Etage" im Schloss Overhagen in der Nähe von Lippstadt.
1990 bis 1995 spielte Lange unter der Regie von Einar Schleef Wessis in Weimar, Faust und Herr Puntilla und sein Knecht Matti am Schauspielhaus Frankfurt, Berliner Ensemble, Schillertheater Berlin.
Neben Engagements an verschiedenen deutschen Bühnen ist Gotthard Lange auch in Film- und Fernsehproduktionen zu sehen wie zum Beispiel Tatort, SOKO Wismar und in Die Schatzinsel (Pro 7, 2007), Barfuß bis zum Hals (SAT 1, 2009), ausgezeichnet mit dem deutschen Comedypreis 2010 oder in dem Kinofilm von Tom Tykwer Drei. Im Jahr 2010 war er im Film Black Death zu sehen.
Lange lebt mit seiner Familie in Berlin.

## Filmografie (Auswahl)
- 1998–2005: Im Namen des Gesetzes (Fernsehserie, zwei Folgen)
- 1999: Virtual Vampire
- 2001: Duell – Enemy at the Gates (Enemy at the Gates)
- 2003: Das Wunder von Bern
- 2004: Schöne Männer hat man nie für sich allein
- 2004: Die Unvergessenen
- 2005: Crazy Partners
- 2005: Nikola (Fernsehserie, eine Folge)
- 2007: Die Schatzinsel
- 2008: Mein Schüler, seine Mutter & ich
- 2008: Tatort – Das schwarze Grab
- 2009: Genug ist nicht genug
- 2009: Barfuß bis zum Hals
- 2009: Liebe in anderen Umständen
- 2009: Drei
- 2010: Der Gewaltfrieden
- 2010: Die Grenze
- 2010: Black Death
- 2011: Beate Uhse – Das Recht auf Liebe
- 2011: Isenhart
- 2011: Schicksalsjahre
- 2013: Die Bücherdiebin (The Book Thief)
- 2014: Zwischen den Zeiten
- 2014: Der Lehrer
- 2014: Heiter bis Tödlich – Koslowski & Haferkamp
- 2015: Heldt – Auf Achse
- 2015: Winnetou – Der Mythos lebt
- 2015: Die Truckerin – Eine Frau geht durchs Feuer
- 2016: Nur nicht aufregen!
- 2016: Wilsberg – Mord und Beton (Fernsehserie)
- 2016: Notruf Hafenkante (Fernsehserie, Folge Geld oder Moral)
- 2016: So auf Erden
- 2016: Der Traum von Olympia
- 2016: Zwischen den Jahren
- 2017: Alarm für Cobra 11 – Die Autobahnpolizei – Geister der Vergangenheit
- 2017: Krieg der Träume
- 2018: Zersetzt – Ein Fall für Dr. Abel
- 2018: Tatort – Weiter, immer weiter
- 2018: Käthe und ich: Dornröschen
- 2018: Notruf Hafenkante – Stegners letzte Coup
- 2019: Letzte Spur Berlin – Alibi

## Auszeichnungen
- 2010: Deutscher Comedypreis für Barfuß bis zum Hals[3]